# لیری (تگزاس)
لیری، تگزاس (به انگلیسی: Leary, Texas) یک شهر در ایالات متحده آمریکا با جمعیت ۵۵۵ نفر است که در تگزاس واقع شده‌است.

## موقعیت جغرافیایی
موقعیت جغرافیایی شهرها و مناطق اطراف به شرح زیر است: